# حكايات (سداسيات)
حكايات، هو مسلسل تلفزيوني كويتي بث على تلفزيون الكويت في شهر رمضان في العام الميلادي 2016 أخرجه عبد الله التركماني وقام بتأليفه عدد من الكُتاب، يتكون خمس قصص مختلفة كل قصة بها 6 حلقات بشخصيات جديدة وغير متصلة، وهم، حين آراك، الحوش، روح روحي، يا كل الناس، أحلام وردية.

## الفنانين المشاركين

### سداسية حين آراك
- فاطمة الصفي ... بدور بشاير.
- بشار الشطي ... بدور حمد.
- حمد أشكناني ... بدور خالد.
- ملاك ... بدور حصة.
- حلا ... بدور مناير.
- عبد الرحمن العقل ... بدور أبو حمد.
- أسمهان توفيق ... بدور أم حمد.
- غرور ... بدور نورية.
- رونق.
- أبرار.
- عبد الله عباس.
- عبد العزيز أحمد.

### سداسية الحوش
- باسمة حمادة ... بدور غنيمة.
- إبراهيم الحساوي ... بدور سلطان.
- منى شداد ... بدور مشاعل.
- فاطمة الصفي ... بدور عواطف.
- علي كاكولي ... بدور سالم.
- حمد أشكناني ... بدور غريب.
- أسمهان توفيق ... بدور شريفة.
- محمد جابر ... بدور عبد الوهاب.
- أسامة المزيعل ... بدور عزام.
- غرور ... بدور مضاوي.
- روان الصايغ ... بدور عائشة.

### سداسية روح روحي
- خالد أمين ... بدور أحمد.
- إلهام الفضالة ... بدور نادية.
- مرام ... بدور منال.
- ملاك ... بدور راوية.
- نور الغندور ... بدور شيخة.
- أسمهان توفيق ... بدور أم نادية.
- صابرين البورشيد ... بدور عائشة.
- أسامة المزيعل ... بدور عزيز.

### سداسية أحلام وردية
- عبد الرحمن العقل ... بدور عبد الله.
- أمل العوضي ... بدور فجر.
- بشار الشطي ... بدور مشاري.
- صابرين البورشيد ... بدور نوف.
- ميس كمر ... بدور نادية.
- عيسى ذياب ... بدور ثامر.
- فواز حمد بدر ... بدور سالم.
- ناصر كرماني ... بدور أحمد.

### سداسية يا كل الناس
- بشار الشطي ... بدور سليمان.
- فاطمة الصفي ... بدور طيبة.
- محمد عطية ... بدور محمد.
- صلاح الملا ... بدور صالح.
- محمد جابر ... بدور أبو غانم.
- روان الصايغ ... بدور شيخة.
- غرور ... بدور أم فهد.
- علي بولند ... بدور حمود.